# 文心雕龍：體系與應用
《文心雕龍：體系與應用》，作者是黃維樑，由文思出版社於2016年10月出版。作者在書中以中西比較的方法以點明《文心雕龍》體系。

## 內容
先是自序，之后是学术界对于黄维梁《文心雕龍》論著的選錄，正文分為四部份，包括是「有中國特色的文論體系建構」、「《文心雕龍》理論的現代意義」、「《文心雕龍》理論應用於文學作品的實際批評」，以及是「餘論」。
第一部份主張應該將以比較文學的角度，引入中國文論之中。作者試圖建立「情采通變」的體系，包括：內容與技巧；情采、風格、文體；剖情析采；通變；文學的功用。第二部份中，通過了解讀《辯騷》、《時序》、《論說》篇，以及是雅俗觀和錢鍾書的文學理論以解釋《文心雕龍》理論的現代意義。第三部份中，通過讀實際作品以了解如何將《文心雕龍》應用於實際的文學作品，包括有《離騷》、《漁家傲·塞下秋來風景異》、余光中的《聽聽那冷雨》、白先勇的《骨灰》、韓國電視劇《大長今》、莎士比亞《鑄情》，在最後一章中，以魔幻手法以劉勰的語氣以評價顧彬對於中國文學的批評。第四部份，包括了趙翼《論詩》和《文心雕龍》的對比、班·姜森對《文心雕龍》的對比，以及是作者和徐志嘯的對話。
書後有「附錄」七篇，以及是「後記」。

## 評價
北京大學張少康教授認為黃維樑對《文心雕龍》的論述「的確給我們以『重新發現中國古代文化的作用』之深刻啟示」。四川大學曹順慶教授認為，黃維樑的《文心雕龍「六觀」說和文學作品的評析》，「是將古代文論運用於當代文學作品評析的範文」。
浙江大學傳媒與國際文化學院教授江弱水認為，黃維樑特別關心劉勰在理論闡術上對於具體作家的實際批評，指他很關注當中的立論。而且在應用方面，黃維樑很關心當如何將「六觀」化以為今用，將其熔入了中國文論之中，他認為這樣做是必要而且是重要的。劉晉梅指他當中提供了新穎的學術視角，使《文心雕龍》的概念被重新詮釋，有助發揚中華文化。

## 相關論文
- 黄维梁：〈《文心雕龙》“六观”说和文学作品的评析 （页面存档备份，存于）〉。
- 黄维樑：〈《文心雕龙》的雅俗观及文学雅俗之辨 （页面存档备份，存于）〉。
- 黄维樑：〈以《文心雕龙》为基础建构中国文学理论体系 （页面存档备份，存于）〉。
- 黄维樑：〈《文心雕龙》与西方文学理论 （页面存档备份，存于）〉。
- 黃維樑：〈《文心雕龍》與西方文學理論 （页面存档备份，存于）〉。
- 黄维樑：〈试论以《文心雕龙》为基础建构中西合璧的文艺批评体系 （页面存档备份，存于）〉。
- 黄维梁：〈让雕龙成为飞龙——《文心雕龙》理论“用于今”“用于洋”举隅 （页面存档备份，存于）〉。

## 連結
- 《文心雕龍：體系與應用》後記 （页面存档备份，存于）